# Ici, sous l'Étoile polaire
Ici, sous l'Étoile polaire (titre original Täällä Pohjantähden alla) est une trilogie de romans de Väinö Linna écrite en 1959, 1960 et 1962. Cette chronique d'une famille de la région de Tampere, commence en 1880, et se poursuit à travers la Première Guerre mondiale, la guerre civile finlandaise et la Seconde Guerre mondiale, jusqu'en 1950. Quelques lignes du sujet et le personnage principal, Vilho Koskela, sont repris dans l'autre œuvre majeure de Linna, Soldat inconnu (Tuntematon sotilas) paru en 1954. Le roman est porté à l'écran par Edvin Laine en 1968. Väinö Linna coécrit le scénario pour cette adaptation avec Matti Kassila. En 1997, Ici, sous l'Étoile polaire est reconnu comme le roman le plus important du vingtième siècle dans la littérature finlandaise.